# Kumbia Kings
Kumbia Kings est un groupe de cumbia mexicano-américain dont l'un des fondateurs est le frère de la chanteuse Selena.

## Biographie
Les anciens membres du groupe produisent actuellement des chansons en espagnol et en anglais,,,. Les producteurs du groupe étaient A.B. Quintanilla (producteur principal) et Cruz Martínez (coproducteur), avant que le conflit entre les deux ne conduise à la désintégration du groupe.5 A.B. est également l'auteur-compositeur et le bassiste. Il est également le frère de Selena (assassinée en 1995),. Les Kumbia Kings comptent plus de 20 millions d'albums vendus aux États-Unis et plus de 400 000 vendus au Mexique.
Leur premier album, Amor, familia y respeto, compte plus de 500 000 exemplaires vendus et a été nommé aux Grammy Awards. Ils ont ensuite été nommés « groupe latino de l'année » aux American Music Awards de 2003. En 2006, ils remportent le Latin Grammy Award du meilleur album tropical régional mexicain pour Kumbia Kings Live.
Dans une interview exclusive donnée le 26 octobre 2009 par Ventaneando America, il est annoncé par A.B. Quintanilla et Cruz Martínez eux-mêmes que les Kumbia Kings se réuniraient à nouveau à l'automne 2009. Les groupes Kumbia All Starz et Super Reyes comptent ensemble 18 membres pour le concert de reformation, qui s'est tenu au Palacio de los Deportes de Mexico, au Mexique, le 21 novembre 2009. Les membres des deux groupes étaient A.B. Quintanilla, Cruz Martínez, Jason « DJ Kane » Cano, Alex « PB » Ramírez, Roy « Slim » Ramírez, Anthony « Nino B » López, Abel Talamántez, Chris Pérez, DJ Crazy J Rodriguez, Juan Jesús « JP » Peña, et Ricky Rick. Le concert commence avec le chanteur invité Flex qui chantera des chansons comme Te quiero, Escápate, Si no te tengo et Dime si te vas con él. Ensuite, Cruz Martínez et Los Super Reyes chanteront des chansons comme Tu magia, No tengo dinero, Muchacha triste, Sabes a chocolate, Na Na Na, Todavía, Quédate más (I Want You Back), Eres et Muévelo. Puis, A.B. Quintanilla et Kumbia All Starz chanteront des chansons comme Mami anoche no dormí, Reggae Kumbia, Dijiste, Por ti baby avec Flex, pour rendre un hommage spécial à Michael Jackson et Selena Quintanilla, et Parece que va a llover. Pour la grande finale, A.B. Quintanilla et Cruz Martínez, ainsi que le reste des Kumbia Kings, monteront sur scène et chanteront des chansons comme Pachuco, Te quiero a ti, Desde que no estás aquí, Fuiste mala, Dime quién, Se fue mi amor, Azúcar, Boom Boom et Shhh!

## Membres

### Anciens membres
- Abraham Isaac « A.B. » Quintanilla III - basse, fondateur et producteur de Kumbia All Starz (1999-2006)
- Cruz « CK » Martínez
- Jason « DJ Kane » Cano — chant (1999-2003)
- Francisco Javier « Frankie J / Cisko » Bautista, Jr. — chant (1999-2003)
- Andrew « Drew » Maes — chant (1999-2003)
- Isai Piño « El Mojado » — chant (1999-2003)
- Jacob Ceniceros — chant (2003-2004)
- Fernando « Nando » Domínguez — chant (2003-2006)
- Frank « Pangie » Pangelinan — chant (2003-2006)
- Abel Talamántez — chant (2003-2006)
- Irvin « Pee Wee » Salinas — chant (2003-2006)
- Joseph « Jo-Joe » Alicea López — chant (2006)
- Luigi Giraldo — claviers (1999-2006)
- Alex « PB » Ramírez — claviers (1999-2003)
- Chris « Urbano B » Domínguez — claviers (2003-2004)
- Robert « BoBBo » Gómez III — claviers (2003-2006)
- Robert « Robbie » del Moral — batterie (1999-2006)
- Jesse « O'Jay » Martínez — batterie (1999-2003)
- Juan Jesús « JP » Peña — danse (2003-2006)
- Roy « Slim » Ramírez — percussions (1999-2003)
- Frankie « Frankie Boy » Aranda — percussions (1999-2003)
- Oz — percussions (1999-2006)

## Discographie

### Albums studio
- 1999 : Amor, familia y respeto
- 2001 : Shhh!
- 2002 : All Mixed Up: Los Remixes
- 2003 : 4
- 2003 : Presents Kumbia Kings
- 2003 : La Historia
- 2004 : Los Remixes 2.0
- 2004 : Fuego
- 2005 : Duetos
- 2006 : Kumbia Kings Live
- 2007 : Greatest Hits
- 2016 : Lo Mejor De

### Singles
- 1999 : Azúcar (avec Fito Olivares)
- 1999 : Reggae Kumbia (avec Vico C)
- 1999 : Fuiste mala (avec Ricky Muñoz d'Intocable)
- 1999 : Te quiero a ti
- 2000 : Se fue mi amor
- 2000 : U Don't Love Me
- 2000 : Dime quién
- 2001 : Boom Boom
- 2001 : Shhh!
- 2002 : Desde que no estás aquí
- 2002 : La cucaracha
- 2003 : No tengo dinero (avec Juan Gabriel y El Gran Silencio)
- 2003 : Insomnio
- 2003 : Mi gente (avec Ozomatli)
- 2004 : Sabes a chocolate
- 2004 : Fuego
- 2005 : Baila esta Kumbia (avec Selena)
- 2005 : Parte de mi corazón (avec Noel Schajris de Sin Bandera)
- 2005 : Na Na Na (dulce niña)
- 2006 : Pachuco

### Collaborations
- 2002 : Tú y yo (Thalía avec Kumbia Kings)
- 2003 : Jaleo (Remix) (Ricky Martin avec Kumbia Kings)